# NCAA Division I Men’s Tennis Championships 1978
Bei den NCAA Division I Men’s Tennis Championships wurden 1978 die Herrenmeister im US-amerikanischen College Tennis ermittelt. Gespielt wurde vom 26. bis zum 29. Mai in Athens, Georgia. Als Gastgeberin fungierte die University of Georgia.

## Mannschaftsmeisterschaften
| Nr. | Spieler  | Erreichte Runde |
| --- | -------- | --------------- |
| 01. | Stanford | Sieg            |
| 02. | UCLA     | Finale          |
| 03. | Trinity  | Viertelfinale   |
| 04. | SMU      | Halbfinale      |

| Nr. | Spieler       | Erreichte Runde |
| --- | ------------- | --------------- |
| 05. | California    | Viertelfinale   |
| 06. | USC           | Halbfinale      |
| 07. | Pepperdine    | Viertelfinale   |
| 08. | Arizona State | Viertelfinale   |

## Einzel

### Setzliste
| Nr. | Spieler          | Erreichte Runde |
| --- | ---------------- | --------------- |
| 01. | John McEnroe     | Sieg            |
| 02. | Eliot Teltscher  | Viertelfinale   |
| 03. | Eddie Edwards    | Halbfinale      |
| 04. | Robert Van’t Hof | Achtelfinale    |
| 05. | John Austin      | Achtelfinale    |
| 06. | Ben McKown       | 3. Runde        |
| 07. | Erick Iskersky   | Viertelfinale   |
| 08. | Tony Graham      | 2. Runde        |

| Nr. | Spieler        | Erreichte Runde |
| --- | -------------- | --------------- |
| 09. | Bill Maze      | Halbfinale      |
| 10. | Matt Mitchell  | 3. Runde        |
| 11. | John Sadri     | Finale          |
| 12. | Kevin Curren   | Viertelfinale   |
| 13. | Leo Palin      | Achtelfinale    |
| 14. | Chris Mayotte  | 3. Runde        |
| 15. | Nduka Odizor   | 2. Runde        |
| 16. | Cary Stansbury | Achtelfinale    |

## Doppel
| Nr. | Paarung                    | Erreichte Runde |
| --- | -------------------------- | --------------- |
| 01. | John McEnroe Bill Maze     | Halbfinale      |
| 02. | Matt Mitchell Perry Wright | Halbfinale      |
| 03. | John Austin Bruce Nichols  | Sieg            |
| 04. | Gary Plock Kevin Curren    | Finale          |

| Nr. | Paarung                      | Erreichte Runde |
| --- | ---------------------------- | --------------- |
| 05. | Chris Dunk Marty Davis       | Viertelfinale   |
| 06. | Kent Crawford Eric Sherbeck  | 2. Runde        |
| 07. | Jay Lapidus Leif Shiras      | Viertelfinale   |
| 08. | Chris Lewis Robert Van’t Hof | Viertelfinale   |